# Fiumi di parole
Fiumi di parole – singiel włoskiego duetu Jalisse, czyli Alessandry Drusian i Fabio Ricciego, napisany przez piosenkarzy we współpracy z Carmen di Domenico i wydany na debiutanckiej płycie studyjnej duetu zatytułowanej Il cerchio magico del mondo z 1997 roku.
W 1997 roku utwór wygrał finał 47. Festiwalu Piosenki Włoskiej w San Remo i został wybrany na numer reprezentujący Włochy w 42. Konkursie Piosenki Eurowizji organizowanym w Dublinie. 3 maja piosenka została zaprezentowana przez duet w finale widowiska i zajęła ostatecznie czwarte miejsce ze 114 punktami na koncie, w tym m.in. z maksymalną notą 12 punktów od Portugalii.
Po wydaniu singla autorzy utworu zostali posądzeni o naruszenie praw autorskich i plagiat przeboju „Listen to Your Heart” zespołu Roxette.
W 2005 roku duet nagrał hiszpańskojęzyczną wersję utworu – „Rios de palabras”, którą duet napisał dla swoich fanów z Afryki Południowej.

## Lista utworów
CD single
1. „Fiumi di parole” (ESC Version) – 3:48
2. „Giorno di festa” – 4:18